# Maracanã (Pará)
Maracanã (do tupí "falso chocalho", área inicialmente chamada aldeia dos Maracanãs) é um município litorâneo brasileiro do estado do Pará. Localiza-se a uma latitude 00º35'42" sul e a uma longitude 47º34'55" oeste, na Região Geográfica de Castanhal, distante 164 km da capital paraense. Sua população estimada de 25 812 habitantes, distribuidos em uma área de 807,628 km².

## Toponomia
De topônimo indígena, Maracanã (propynhura maracana) é uma ave, espécie de arara, comum na Amazônia e no Brasil, também conhecida por Araguaiaí, Araguari e Aruaí. A ave ganhou esse nome devido fazer o ruído de chocalho, daí o nome maracá (chocalho) e nã (falso).

## Geografia
A sede municípal localiza-se à uma latitude 00º35'42" sul e à uma longitude 47º34'55" oeste, à margem esquerda do rio Maracanã, na zona fisiográfica do Salgado (regiões com características naturais iguais), e na atual Região Geográfica Imediata de Castanhal, que é distante 164 km da capital Belém do Pará, estando a uma altitude de 45 metros. Sua população estimada em 2022 era de 25 812 habitantes, distribuidos em uma área de 807,628 km², tendo assim uma densidade demográfica 31,96 hab/km².